# Križ
Križ je vesnice a správní středisko stejnojmenné opčiny v Chorvatsku v Záhřebské župě. Nachází se asi 10 km jihovýchodně od Ivanić Gradu, 12 km jihozápadně od Čazmy, 13 km severozápadně od Popovači a asi 52 km jihovýchodně od centra Záhřebu. V roce 2011 žilo v Križi 1 821 obyvatel, v celé opčině pak 6 983 obyvatel, z čehož 8 obyvatel bylo české národnosti.
Součástí opčiny je celkem 16 trvale obydlených vesnic. Největšími vesnicemi jsou Križ, Novoselec, Bunjani a Obedišće.
- Bunjani – 636 obyvatel
- Donji Prnjarovec – 71 obyvatel
- Gornji Prnjarovec – 369 obyvatel
- Johovec – 144 obyvatel
- Konšćani – 166 obyvatel
- Križ – 1 821 obyvatel
- Mala Hrastilnica – 91 obyvatel
- Novoselec – 1 362 obyvatel
- Obedišće – 580 obyvatel
- Okešinec – 422 obyvatel
- Razljev – 131 obyvatel
- Rečica Kriška – 346 obyvatel
- Širinec – 256 obyvatel
- Šušnjari – 133 obyvatel
- Velika Hrastilnica – 166 obyvatel
- Vezišće – 269 obyvatel

Kolem Križe prochází dálnice A3, na níž je stejnojmenná odpočívka Križ.